# Anopheles jeyporiensis
Anopheles jeyporiensis är en tvåvingeart som beskrevs av James 1902. Anopheles jeyporiensis ingår i släktet Anopheles och familjen stickmyggor. Inga underarter finns listade i Catalogue of Life.